# مارتن ريتشارد فلور
مارتن ريتشارد فلور (بالنرويجية البوكمول: Martin Richard Flor)‏ هو كاتب وعالم نبات نرويجي، ولد في 15 يونيو 1772 في Tåsinge ‏ في الدنمارك، وتوفي في 24 فبراير 1820.